# Айхенбюль
Айхенбюль (нім. Eichenbühl) — громада в Німеччині, розташована в землі Баварія. Підпорядковується адміністративному округу Нижня Франконія. Входить до складу району Мільтенберг.
Площа — 31,24 км2. Населення становить 2510 ос. (станом на 31 грудня 2020).